# Kåperyd
Kåperyd är en by i Månsarps socken i Jönköpings kommun i Småland.
I Kåperyd finns en av de äldsta kända masugnarna i Tabergsområdet; malmen har troligen hämtats från Tabergsgruvan. Masugnen omtalas inte i några skriftliga handlingar men finns utmärkt på en karta från 1640-talet. Utifrån C-14 dateringar framgår att masugnen var i bruk i slutet av 1400- och början av 1500-talet. Utöver masugnsruinen finns lämningar av en slaggvarp och en husgrund samt en damm i Kärrån. Masugnens läge invid dammen visar att man troligen drivit bälgarna med vattenkraft. En smedja för primärsmide och möjligen även sekundärsmide har legat intill slaggvarpen.